# Craig Cathcart
Craig Cathcart, né le 6 février 1989 à Belfast en Irlande du Nord, est un ancien footballeur international nord-irlandais qui jouait au poste de défenseur.

## Biographie
Le 24 juin 2014, il rejoint Watford.
En septembre 2023, il annonce sa rétraite. 

## Palmarès
- Watford
  - Vice-champion d'Angleterre de D2 en 2015 et 2021.
  - Finaliste de la Coupe d'Angleterre en 2019.